# Curtain Call: The Hits
Pour l’article homonyme, voir Curtain Call.
Albums de Eminem
Encore
(2004) Eminem Presents: The Re-Up
(2006)
Curtain Call: The Hits est une compilation du rappeur Eminem sortie en 2005. Il s'agit du premier album compilation de l'artiste, réunissant ses titres à succès enregistrés entre 1998 et 2005.
La chanson intitulée When I'm Gone est le 1er single. Cette chanson est en écoute sur le site officiel de l'artiste.
L'album est cependant disponible avec un supplément d'un disque de quelques autres chansons du rappeur.
Il a également enregistré dessus deux autres inédits intitulés Fack et Shake That avec Nate Dogg. Ce disque comporte une vingtaine de chansons issues de ses quatre albums les plus connus du grand public. On y trouve des chansons comme Lose Yourself ou Without Me, Like Toy Soldiers ou Just Lose It, ou encore The Way I Am, Role Model ou My Name Is.
L'album comporte également deux versions de sa chanson Stan, dont l'originale avec la chanteuse anglaise Dido et la version secondaire avec Elton John (en concert pendant la cérémonie des Grammy Awards 2001).
En mars 2022, l’album est certifié disque de diamant aux États-Unis avec plus de 10 millions de ventes, il s’agit du 3ème d’Eminem après The Marshall Mathers LP et The Eminem Show.
Une suite, Curtain Call 2, sort en août 2022 et rassemble les meilleurs titres du rappeur enregistrés depuis le premier volume.

## Liste des titres
| No  | Titre                                            | Auteur                 | Producteur(s)         | Durée |
| --- | ------------------------------------------------ | ---------------------- | --------------------- | ----- |
| 1.  | Intro (Non inclus dans la version censurée)      |                        |                       | 0:34  |
| 2.  | Fack (Non inclus dans la version censurée)       | Eminem                 | Eminem, Resto         | 3:26  |
| 3.  | The Way I Am                                     | Eminem                 | Eminem                | 4:51  |
| 4.  | My Name Is                                       | Eminem                 | Dr. Dre               | 4:29  |
| 5.  | Stan (featuring Dido)                            | Eminem, Dido Armstrong | The 45 King, Eminem   | 6:44  |
| 6.  | Lose Yourself                                    | Eminem                 | Eminem, Bass          | 5:26  |
| 7.  | Shake That (featuring Nate Dogg)                 | Eminem, Nathaniel Hale | Eminem, Resto         | 4:34  |
| 8.  | Sing for the Moment                              | Eminem, Steven Tyler   | Eminem, Bass          | 5:40  |
| 9.  | Without Me                                       | Eminem                 | Eminem, Bass, DJ Head | 4:51  |
| 10. | Like Toy Soldiers                                | Eminem, Marta Dawson   | Eminem, Resto         | 4:56  |
| 11. | The Real Slim Shady                              | Eminem                 | Dr. Dre, Mel-Man      | 4:45  |
| 12. | Mockingbird                                      | Eminem                 | Eminem, Resto         | 4:11  |
| 13. | Guilty Conscience (featuring Dr. Dre)            | Eminem                 | Dr. Dre, Eminem       | 3:20  |
| 14. | Cleanin' Out My Closet                           | Eminem                 | Eminem, Bass          | 4:59  |
| 15. | Just Lose It                                     | Eminem                 | Dr. Dre, Elizondo     | 4:09  |
| 16. | When I'm Gone                                    | Eminem                 | Eminem, Resto         | 4:41  |
| 17. | Stan (Live) (featuring Elton John) (titre bonus) | Eminem, Dido Armstrong | The Recording Academy | 6:20  |

| 1. | Dead Wrong (The Notorious B.I.G. featuring Eminem) | Chucky Thompson, Mario Winans & Diddy | 4:59 |
| 2. | Role Model                                         | Dr. Dre & Mel-Man                     | 3:26 |
| 3. | Kill You                                           | Dr. Dre & Mel-Man                     | 4:26 |
| 4. | Shit on You (D12 featuring Eminem)                 | DJ Head                               | 5:29 |
| 5. | Criminal                                           | F.B.T & Eminem                        | 5:14 |
| 6. | Renegade (Jay-Z featuring Eminem)                  | Eminem                                | 5:37 |
| 7. | Just Don't Give a Fuck                             | Marky & Jeff Bass                     | 4:02 |

## Clips
1. When I'm Gone
2. Shake That (feat. Nate Dogg)
3. The Way I Am
4. My Name Is
5. Stan (feat. Dido)
6. Lose Yourself
7. Sing for the Moment
8. Without Me
9. Like Toy Soldiers
10. The Real Slim Shady
11. Mockingbird
12. Guilty Conscicence (feat. Dr. Dre)
13. Cleanin' Out My Closet
14. Just Lose It

## Classements
Cette compilation permet à Eminem de battre le record de longévité d'un album classé au Billboard 200. Curtain Call: The Hits est le premier album de hip-hop à avoir passé 700 semaines en cumul dans le classement.
Album
| Année | Classement / pays         | Meilleure position |
| ----- | ------------------------- | ------------------ |
| 2005  | Australie ARIA Charts     | 1                  |
| 2005  | Irlande IRMA Album Charts | 1                  |
| 2005  | Billboard 200,            | 1                  |
| 2006  | Australie ARIA Charts     | 1                  |
| 2006  | Norvège                   | 2                  |

Certifications
| Pays                                 | Certifications |
| ------------------------------------ | -------------- |
| Australie (ARIA)                     | 6 × Platine    |
| Autriche (IFPI)                      | Or             |
| Brésil (ABPD)                        | Or             |
| Canada (CRIA)[citation nécessaire]   | 3 × Platine    |
| Corée du Sud[citation nécessaire]    | Platine        |
| Danemark (IFPI)[citation nécessaire] | 6 × Platine    |
| États-Unis (RIAA)                    | Diamant        |
| Europe (IFPI)                        | 3 × Platine    |
| France (SNEP)                        | Or             |
| Grèce (IFPI)[citation nécessaire]    | Or             |
| Irlande (IRMA)                       | 7 × Platine    |
| Italie (FIMI)                        | Platine        |
| Japon (RIAJ)                         | 2 × Platine    |
| Nouvelle-Zélande (RIANZ)             | 5 × Platine    |
| Royaume-Uni (BPI)                    | 7 × Platine    |
| Suède (IFPI)                         | Or             |
| Suisse (IFPI)                        | Or             |

Singles
| Année                                                           | Titre         | meilleures positions dans les classements | meilleures positions dans les classements | meilleures positions dans les classements | meilleures positions dans les classements | meilleures positions dans les classements | meilleures positions dans les classements | meilleures positions dans les classements |
| Année                                                           | Titre         | Hot 100                                   | R&B/Hip-Hop                               | Hot Rap Tracks                            | Top 40 Mainstream                         | Rhythmic Top 40                           | Pop 100                                   | UK                                        |
| --------------------------------------------------------------- | ------------- | ----------------------------------------- | ----------------------------------------- | ----------------------------------------- | ----------------------------------------- | ----------------------------------------- | ----------------------------------------- | ----------------------------------------- |
| 2005                                                            | When I'm Gone | 8                                         | 96                                        | 22                                        | 13                                        | 18                                        | 7                                         | 4                                         |
| 2006                                                            | Shake That    | 6                                         | –                                         | 11                                        | 13                                        | 8                                         | 6                                         | –                                         |
| "—" signifie que le titre n'a pas été classé dans ce classement |               |                                           |                                           |                                           |                                           |                                           |                                           |                                           |